# (4708) Polidoro
(4708) Polidoro es un asteroide perteneciente a los asteroides troyanos de Júpiter descubierto el 11 de septiembre de 1988 por Carolyn Jean S. Shoemaker desde el observatorio del Monte Palomar, Estados Unidos.

## Designación y nombre
Polidoro fue designado al principio como 1988 RT.
Más tarde, en 1991, se nombró por Polidoro, un personaje de la mitología griega.

## Características orbitales
Polidoro está situado a una distancia media del Sol de 5,264 ua, pudiendo alejarse hasta 5,581 ua y acercarse hasta 4,947 ua. Su inclinación orbital es 6,982 grados y la excentricidad 0,0602. Emplea en completar una órbita alrededor del Sol 4411 días.

## Características físicas
La magnitud absoluta de Polidoro es 9,9 y el periodo de rotación de 20,03 horas.